# (22647) Lévi-Strauss
(22647) Lévi-Strauss, désignation internationale (22647) Levi-Strauss, est un astéroïde de la ceinture principale.

## Description
(22647) Lévi-Strauss est un astéroïde de la ceinture principale d'astéroïdes. Il fut découvert par Eric Walter Elst le 26 juillet 1998 à l'observatoire de La Silla. Il présente une orbite caractérisée par un demi-grand axe de 3,95 UA, une excentricité de 0,252 et une inclinaison de 2,316° par rapport à l'écliptique.
Il fut nommé en hommage à Claude Lévi-Strauss, anthropologue français qui introduisit la notion de structuralisme comme base de la perception humaine.

## Compléments